# Episodi di Homicide Hills - Un commissario in campagna (seconda stagione)
La seconda stagione di Homicide Hills - Un Commissario in Campagna è stata trasmessa sul canale tedesco Das Erste dal 28 agosto al 4 dicembre 2012.
In Italia è andata in onda dal 6 luglio al 31 agosto 2013 su Rai 1, con i primi 5 episodi. Il nono episodio, invece, è stato trasmesso il 9 giugno 2013, come tappabuchi della programmazione.
La serie è in onda nella Svizzera Italiana dal 19 febbraio 2014 su RSI La1, che dal 26 febbraio trasmette gli episodi in prima visione assoluta in lingua italiana a partire dall'episodio 6 (ad eccezione dell'episodio 9). 
| n° | Titolo originale                | Titolo italiano              | Prima TV originale | Prima TV in italiano | Telespettatori | Share(%) |
| -- | ------------------------------- | ---------------------------- | ------------------ | -------------------- | -------------- | -------- |
| 1  | Die Venus von Hengasch          | L'addio di Sophie            | 28 agosto 2012     | 6 luglio 2013        | N.D.           | 9,57%    |
| 2  | Terror in Hengasch              | Terroristi a Hengasch        | 4 settembre 2012   | 13 luglio 2013       | N.D.           | 10,16%   |
| 3  | Und ewig singt das Blaukehlchen | Il canto del Pettazzurro     | 18 settembre 2012  | 20 luglio 2013       | N.D.           | 7,86%    |
| 4  | Henghasch                       | L'erba di Sophie             | 25 settembre 2012  | 10 agosto 2013       | N.D.           | 9,23%    |
| 5  | Scharfe Bräute, ganze Kerle     | Strade pericolose            | 2 ottobre 2012     | 31 agosto 2013       | N.D.           | 7,48%    |
| 6  | Saftladen                       | Sconti mortali               | 9 ottobre 2012     | 26 febbraio 2014     |                |          |
| 7  | Waldhaus Amore                  | Casale Amore                 | 23 ottobre 2012    | 27 febbraio 2014     |                |          |
| 8  | Die Saat des Bösen              | Il bambino scomparso         | 30 ottobre 2012    | 28 febbraio 2014     |                |          |
| 9  | Tod am 18. Loch                 | Morte alla diciottesima buca | 6 novembre 2012    | 9 giugno 2013        | 897.000        | 7,07%    |
| 10 | Das nennt man Camping           | Weekend al lago              | 13 novembre 2012   | 5 marzo 2014         |                |          |
| 11 | Ein krummer Hund                | Pecorelle rosa               | 20 novembre 2012   | 6 marzo 2014         |                |          |
| 12 | Der Antrag                      | La proposta di matrimonio    | 27 novembre 2012   | 7 marzo 2014         |                |          |
| 13 | Der Schandbaum                  | La regina di maggio          | 4 dicembre 2012    | 10 marzo 2014        |                |          |